# Ли Со Са Агата
 Ли Со Са Агата  или Агата Ли  (кор.  이소사 아가타, 1784 г., около города Инчхон, Корея — 24.05.1839 г., Сеул, Корея) — святая Римско-Католической Церкви, мученица.

## Биография
Ли Со Со Агата родилась в 1784 году в католической семье. В 17 лет она вышла замуж за нехристианина. Через два года её муж умер и Ли Со Са Агата вернулась к своим родителям. После смерти отца Ли Со Са Агата взяла на себя уход за пожилой матерью и своим младшим братом. Во время преследований христиан Ли Со Са Агата была арестована в феврале 1835 года вместе с братом Ли Хо Йонг Петром. Ли Со Са Агата содержалась в тюрьме в течение четырех лет. Чтобы добиться от неё отречения от христианства, её подвергали в тюрьме многочисленным жестоким пыткам. 24 мая 1839 года Ли Со Са Агата была казнена в Сеуле вместе с группой из восьми католиков.
Ли Со Са Агата была беатифицирована 5 июля 1925 года Римским Папой Пием XI и канонизирована 6 мая 1984 года Римским Папой Иоанном Павлом II вместе с группой 103 корейских мучеников.
День памяти в Католической Церкви — 20 сентября.

## Источник
- Catholic Bishops’ Conference of Korea Newsletter No. 45 (Winter 2003) (недоступная ссылка)  (англ.)